# ルーカス・カストロマン
ルーカス・マルティン・カストロマン（Lucas Martín Castromán, 1980年10月2日 - ）は、アルゼンチン・ブエノスアイレス州出身の元同国代表サッカー選手。ポジションはミッドフィールダー、フォワード。

## 経歴
1998年2月17日のラシン・クルブ戦でプロデビュー。2001年1月、イタリア・セリエAのラツィオへと初の国外移籍を果たす。しかし出場機会にはあまり恵まれない上にクラブ首脳陣とはゴタゴタが続き、2003年にはウディネーゼへレンタル移籍。2003-04シーズン終了後に古巣ベレス・サルスフィエルドへと復帰した。復帰後カストロマンはフォワードへとコンバートされたが、これをきっかけに活躍の機会を得るようになった。そしてベレス・サルスフィエルドの7年ぶりのクラウスーラ優勝を経験した。
2007年7月から所属したクラブ・アメリカでは怪我に苦しみ、2008年1月に自身の憧れであったボカ・ジュニアーズへとレンタル移籍した。2009年1月、ラシン・クルブに完全移籍した。

## タイトル

### クラブ
ベレス・サルスフィエルド
- プリメーラ・ディビシオン : 1997-98C, 2004-05C

SSラツィオ
- コッパ・イタリア : 2003-04

ボカ・ジュニアーズ
- プリメーラ・ディビシオン : 2008-09A
- レコパ・スダメリカーナ : 2008

### 代表
U-20アルゼンチン代表
- 南米ユース選手権 : 1999